# Пробој групе армија Е из Грчке
Немачка Група армија Е је у условима продора Црвене армије у средиште Балкана септембра 1944. добила задатак да извуче своје снаге из Грчке и успостави нови фронт на Југоистоку. Према првобитном плану, требало је да поседне такозвану "плаву линију", од Ђердапске клисуре до Скопља и до Скадра, и ослободи снаге Друге оклопне армије за померање на север. С обзиром да је ова линија морала да буде напуштена пре него што је Група армија Е успела да је поседне, према плану од 23. октобра 1944. наређена јој је одбрана "зелене линије": ушће Драве – река Дрина – Гацко – Мостар – Книн – ушће Зрмање.
Изложена нападима НОВЈ, бугарских снага и савезничког ваздухопловства, Група армија Е успела је да изведе предње јединице преко Саве тек средином децембра, а извлачење група блокираних у позадини потрајало је до средине јануара 1945. Услед тога су важни положаји на „зеленој линији“ (Тузла, река Дрина, Книн) били изгубљени пре него што се испољило дејство нападних група Групе армија Е. Пошто су знатне снаге армијске групе прикупљене северно од Саве прикупљене тек јануару, Група армија Е извела је у фебруару Операцију Вукодлак против Вировитичког мостобрана. Ликвидацијом мостобрана, Група армија Е коначно се укључилау немачка дејства против Црвене армије у југозападној Мађарској, садејствујући у Операцији Фрилингсервахен у марту 1945. Ипак, готово све њене снаге остале су на територији Југославије до краја рата.
Генерално, план Врховне команде Вермахта за померање снага на север и организованог поседања фронта није успео. Група армија Е се током свог четворомесечног пробоја константно налазила у кризи, трошећи све ресурсе на заштиту својих маршевских колона, немоћна да преузме додељену линију одбране. То је довело догубитка многих позиција, од којих је најзначајнија и најдалекосежнија била неспособност заустављања продора Црвене армије у Барањи и јужној Мађарској. Ипак, с обзиром на веома тешке услове под којима се пробијала, у маршу под непрекидном борбом, командант Групе армија Е је већ саму чињеницу да се извукла као целина, сматрао великим успехом. Операцију Групе армија Е олакшало је резервисано држање Савезника који, искрцавши се у Грчкој, нису исказали намере вршења притиска на немачке заштитнице.

## Претходни положаји и задаци
Група армија Е била је након августа 1943. задужена за одбрану Грчке. Након пораза у северној Африци, с обзиром на савезничку надмоћ на мору, постојала је могућност искрцавања Савезника у Грчкој. Стога су Немци систематски утврдили одбрамбене рејоне на обали, распоредили знатне снаге на заштити комуникација и ускладиштили велике количине ратног материјала.
Кад је у другој половини августа 1944. Црвена армија у Јаши-кишињевској операцији нанела тежак пораз немачко-румунској Групи армија Југ Румунија је 23. августа тражила примирје и следећег дана објавила рат Немачкој. Пошто је претила опасност сличног развоја и у Бугарској, и брзог продора Црвене армије у средиште Балкана, то је довело до кризе у немачкој одбрани Југоистока.
С обзиром на развој ситуације, крајем августа Групи армија Е наређено је да прикупи снаге у области Солуна, да продре у Србију ради чврстог повезивања са осталим немачким снагама, и да изврши припреме за евакуацију Грчке. Главни циљеви су били чврсто повезивање са Другом оклопном армијом у Југославији, и заштита извлачења из Грчке од евентуалног притиска Савезника који би се, пратећи немачку евакуацију, могли искрцати на грчку обалу.
Група армија Е тада је, према генералмајору Шмит-Рихбергу, њеном начелнику штаба, имала у свом саставу око 350.000 војника.

## Борбе у Македонији
Током прве декаде септембра прве борбене групе Група армија Е ушле су у Македонију, у циљу разоружања бугарских снага и обезбеђења комуникација. Успостављен је штаб команданта Македоније, потчињен Групе армија Е. До 9. септембра командант овог штаба био је генерал Гулман, војни представник за Албанију, а након тога генерал Шојерлен, војноуправни командант Грчке.
Током друге и треће декаде септембра крупне снаге Група армија Е бориле су се у Македонији против тамошњих снага НОВЈ и мањих бугарских формација које су прешле на њихову страну. До 23. септембра Немци су успели да запоседну комуникације Битољ - Прилеп - Велес и Ђевђелија - Скопље - Качаник. 15. септембра 21. брдски корпус 2. оклопне армије стављен је под команду Група армија Е.
Крајем септембра, услед претње упада Црвене армије, две дивизије из Македоније су транспортоване у област Београда. Преостале снаге, ојачане новопристиглим из Грчке, добиле су задатак да у области Ниша обезбеде чврсту везу са осталим немачким снагама. 3. октобра Група армија Е добила је наређење од Врховне команде да евакуише Грчку. Организовано померајући своје снаге и позиције, Група армија Е је требало да поседне такозвану „плаву линију“ фронта (Ђердапска клисура- Скопље - Скадар).
Међутим, будући изложене снажном притиску НОВЈ и савезничког ваздухопловства на комуникације, немачке снаге нису успеле да остваре предвиђена померања. У првој половини октобра, Немци у Београдској и Нишкој операцији претрпели поразе, који су замисао поседања „плаве линије“ учиниле нереалном. Са своје стране, нападни клинови Групе армија Е нису успели да се пробију преко Врања на север. Почео је да се испољава и притисак на десни бок од стране бугарске армије, нарочито на правцу Ћустендил - Куманово.

## Краљевачки мостобран
Тиме се Група армија Е нашла у опасности да буде одсечена од других немачких снага. Једина комуникација која јој је преостала водила је од Скопља преко Косовске Митровице долином Ибра. Међутим, притисак НОВЈ и Црвене армије након 15. октобра угрозио је Краљево и тако довео у опасност и ову последњу комуникацију. Услед тога, команда Југоистока образовала је у околини Краљева корпусну групацију од остатака немачких јединица из источне Србије и од делова јединица пребачених брзим маршем из Групе армија Е. Јединицом је командовао генерал Милер, и задатак јој је био да по сваку цену одбрани Краљево и спречи затварање ибарске саобраћајнице. Корпусна група „Милер“ стављена је 15. октобра под команду Групе армија Е. Услед померања тежишта борбеног распореда, штаб Групе армија Е премештен је 14. октобра из Солуна у Косовску Митровицу.
Заштитнице Групе армија Е прешле су грчко-југословенску границу 2. новембра, а границу Македоније и Србије 19. новембра. Распоред немачких снага у Југославији у новембру и децембру био је веома неповољан по њих. Већина јединица налазила се далеко од задатих положаја, изложена нападима током покрета.
Врховна команда Вермахта наредила је 23. октобра команди Југоистока да успостави фронт на линији река Дунав до Илока - Нибелуншка линија у Срему - река Дрина - Гацко - Мостар - ушће Зрмање (такозвана „зелена линија"). Међутим, снаге команде Југоистока су се 1. новембра налазиле далеко од задате линије: 21. корпус био је опкољен у јужној Црној Гори, 34. ("Милер") у упорној одбрани у области Краљева, а 22. и 91. брдски корпус и остале армијске јединице Групе армија Е налазиле су се у пробоју линијом северна Грчка - Скопље - Косовска Митровица - Рашка - Нови Пазар - Сјеница.
С друге стране, снаге НОВЈ држале су неке кључне позиције унутар зацртане линије, које су компромитовале замисао фронта на Дрини. 3. корпус НОВЈ од 17. септембра држао је Тузлу, 24. октобра заузео је Рогатицу, а 5. корпус 22. октобра Травник, одакле је угрожавао долину реке Босне. Ипак, олакшавајућа околност за Групу армија Е лежала је у томе што су главне ударне снаге НОВЈ биле концентрисане на крилима, у Срему и у Далмацији, док су широки простор Санџака и источне Босне, кроз који је требало да наступа Група армија Е, био покривен врло слабим и широко развученим снагама.

## Продор кроз Санџак и источну Босну
За пробој кроз Санџак и источну Босну штаб Групе армија Е формирао је борбену групу Шојерлен (названу по имену команданта) која је требало да представља претходницу. Снаге групе Шојерлен концентрисале су се у Сјеници, одакле су 22. октобра кренуле у наступање према Пријепољу. У садејству са снагама које су нападале на Пријепоље из Сјенице (претходница Шојерлен, названа по свом команданту, генералу Шојерлену) учествовао је и Српски ударни корпус (бивши СДС), док је друга групација ЈВуО, под командом Драгослава Рачића наступала истовремено из правца Ивањице на Сјеницу. Након вишедневних борби са Седмом омладинском и Петом санџачком бригадом НОВЈ, група Шојерлен је ушла у Пријепоље 31. октобра 1944.
Након освајања Пријепоља, Немци су једним моторизованим батаљоном продрли у Пљевља. Штаб Групе армија Е договорио је са снагама ЈВуО из Србије (заједно са Српским ударним корпусом) њихово усмеравање правцем Сјеница – Пријепоље – Пљевља – Горажде као своју леву побочницу.
31. 10. 1944. Операт. одељење (Кос. Митровица)
1. 11. у 12.00 час. К-да 91. арм. корпуса предаје командовање 22. брд. арм. корпусу.
Банде, не зна се ком одреду припадају, продрле су у с. з. део Цетиња. Јаче непр. јединице, добро наоружане, на изграђеним положајима зап. од Пријепоља и на висовима с обе стране долине Лима. Према веродостојним извештајима четника, у рејону Нове Вароши налазе се најмање 2 бригаде 54. дивизије, појачане деловима који су отишли из Пријепоља, са непрекидним притицањем из сев. дела Прибоја и теснаца пута у Бијелом Брду.
У рејону Сјенице прикупљање око 14.000 четника, који ће кренути преко Пљеваља и Сарајева према западу.
Немачка главнина усмерила је свој напад на правац Пријепоље - Вишеград. 5. СС корпус је, ради прихвата, извршио испад из Сарајева у Вишеград, у који је ушла једна борбена група 9. новембра. Претходница Шојерлен покренула је напад из Вишеграда у правцу Рогатице и Сарајева 14. новембра. До 23. новембра успели су потисну 27. дивизију НОВЈ и да овладају овом саобраћајницом. 27. дивизију се потом концентрисала на ометање саобраћаја на комуникацији заседама, препадима и разарањима. У овоме су имали великог успеха, а најтежи ударац задали су Немцима 27. новембра код Сјемећа.
Штаб Групе армија Е прешао је 15. новембра у Сарајево.
Дана 25. новембра штаб Групе армија Е упутио је 11. ваздухопловну пољску дивизију у напад правцем Соколац – Власеница, ради повезивања са десним крилом Сремског фронта у Зворнику. Услед погоршања ситуације северно од Драве, уследило је хитно померање снага, укључујући о ову дивизију, на север. Штаб Групе армија Е је затим договорио са представницима ЈВуО да се они усмере 8. децембра у напад овим правцем, ("10. 12. 1944. Операт. одељење (Сарајево) - Сарадња са четницима. Телеграм 34. и 91. арм. корпусу, 5. СС-брд. арм. корпусу и Корпусној групи »Киблер«: 1) Четници на маршу у шири рејон Ваљева привремено ће прећи преко подручја Рогатица — Љубовија — Зворник — Кладањ.") оставивши заштитнице јужно од Зворника ради њиховог прихвата. 27. дивизија успела је међутим да разбије ову заштитницу у Дрињачи 19. децембра, и да затим одбије напад ЈВуО према дрини 23. децембра код Шековића. Након тога, ЈВуО је усмерила тежиште напада према Тузли. У оштрим борбама на ивицама града 24-28. децембра, овај напад је одбијен.
Након овог пораза, дошло је до извесне деморализације унутар ЈВуО. Српски ударни корпус се издвојио и одмарширао за Сарајево, одакле су га Немци пребацили железничким транспортом у Словенију током јануара 1945.
Током овог продора немачке снаге и ЈВуО у покрету између биле су интензивно тучене из ваздуха од савезничког ваздухопловства.

## Преузимање Сремског фронта
Са продубљивањем кризе немачке одбране северно од Драве, штаб Групе армија Е добија задатак да енергичним померањем својих снага на север олакша ситуацију немачке војске у Панонији. Будући да је корпус „Милер“ успешно извршио задатак и обезбедио извлачење армијских снага правцем Косовска Митровица – Рашка – Нови Пазар – Сјеница од напада из долине Западне Мораве, крајем новембра он добија наређење да се одвоји од јединица НОВЈ и пробије преко Ужица, већим делом за Вишеград и Сарајево, а мањим правцем Ужице - Љубовија – Зворник – Бијељина – Брчко.
Дана 3. децембра 1944. почиње офанзива Првог пролетерског корпуса НОВЈ и 68. стрељачког корпуса Црвене армије на Сремском фронту. Њихово напредовање кроз делове "Нибелуншке линије" додатно је погоршало ситуацију немачке одбране. Услед тога је овај предњи ешелон снага Групе армија Е ангажован углавном за решавање кризе у Срему, 3. децембра штаб Групе армија Е преузима команду над Сремским фронтом. Корпус „Милер“ преименован је у 34. корпус, и потчињени су му делови групе „Милер“, и армијски делови северно од линије Сарајево – Вишеград (11. ваздухопловна пољска дивизија), и делови снага који су се већ налазили на Сремском фронту (Корпусна група Киблер). За команданта корпуса именован је генерал Милер. Са овим снагама, корпус је, почев од 12. децембра, успео да заустави и блокира продор НОВЈ и Црвене армије на Сремском фронту, и задржи наступање Јужне оперативне групе НОВЈ преко Дрине између Зворника и ушћа у Саву.

## Пробој 21. корпуса из окружења
Немачки 21. брдски корпус од августа 1943. био је под командом Друге оклопне армије. Његова зона одговорности обухватала је Црну Гору, део Метохије и северну Албанију. 15. септембра 1944. стављен је под команду Групе армија Е и одиграо је значајну улогу у осигурању Македоније. Након тога добио је наређење да нападом обезбеди повезивање са 5. СС корпусом у области Мостара. Међутим, Приморска оперативна група НОВЈ и Трећа дивизија успеле су да сузбију његов притисак и натерају га у дефанзиву. Након ослобађања Требиња, Билеће и Грахова током октобра, те Боке Которске и Цетиња у новембру, план повезивања са 5. СС корпусом показао се као нереалан. Упорни двомесечни напади 21. корпуса од Подгорице према Никшићу су одбијени. На тај начин, 21. корпус био је крајем новембра 1944. опкољен у области Подгорице и Скадра.
Дана 22. новембра у размени мишљења између Команде Југоистока и штаба Групе армија Е одлучено је да се напусти план пробоја 21. корпуса пробије из Подгорице преко Никшића за Херцеговину. Уместо тога одлучено је да се пробој врши преко Биоча и Колашина према долини Лима. Да би корпусу омогућила извршење овог тешког задатка, Група армија Е упутила је 10. децембра 22. дивизију из Пријепоља у напад према Бијелом Пољу и Мојковцу, у сусрет нападним клиновима 21. корпуса, задржавши 41. дивизију у Санџаку. С обзиром да је правац од Пријепоља према југу био врло слабо поседнут од снага НОВЈ (тежиште је било на северозападном правцу према Вишеграду), 22. дивизија успешно је напредовала, и претходнице двеју немачких групација сусреле су се 19. децембра, чиме је 21. корпус био ослобођен из окружења. Његово извлачење под снажним бочним притиском и савезничким нападима из ваздуха трајало је до средине јануара 1945. (немачке заштитнице напустиле су Прибој 12. јануара 1945). Са 21. корпусом извукли су се из окружења и црногорски четници.

## Вировитички мостобран
По окончању пробоја 21. корпусом из окружења и стабилизовању ситуације на Сремском фронту, делови Групе армија Е извели су интервенцију против снага НОВЈ у Травнику и долини Лашве (Операција Лавина) који су угрожавали главну комуникацију. Група армија Е је, да би окончала свој пробој и потпуно се повезала и укључила у главне борбе на европском ратишту, морала је да реши још један задатак - да ликвидира Вировитички мостобран. Ова територија на Драви под контролом ЈА одвајала је југословенско ратиште од мађарског, на којем је немачка врховна команда планирала да изведе противофанзиву. Предуслов за противофанзиву била је ликвидација Вировитичког мостобрана. Овај задатак безуспешно је покушавао да реши немачки 69. корпус дуже од два месеца. Са извлачењем знатних снага Групе армија Е преко Саве, стекли су се услови за извршење овог подухвата крупним снагама. Подухват је носио кодно име Операција Вукодлак, и за њега је Група армија Е имала на располагању 6 немачких дивизија, пет самосталних батаљона, те елитне усташке формације. Операција је почела 6. фебруара 1945. Након петодневних борби, немачке снаге су коначно овладале Вировитицом, а затим и целом десном обалом Драве. На тај начин, Група армија Е извршила је свој главни задатак и коначно превазишла петомесечну одсеченост од осталих европских ратишта. Овај задатак је међутим извршен са великим закашњењем, и уз велике губитке. Током септембра, октобра и новембра 1944. Команда Југоистока изгубила према властитим извештајима је 39.622 војника, већином из састава Групе армија Е. За следеће месеце не постоје подаци, али су губици веровтно приближни.